# Batalion „Ruczaj”

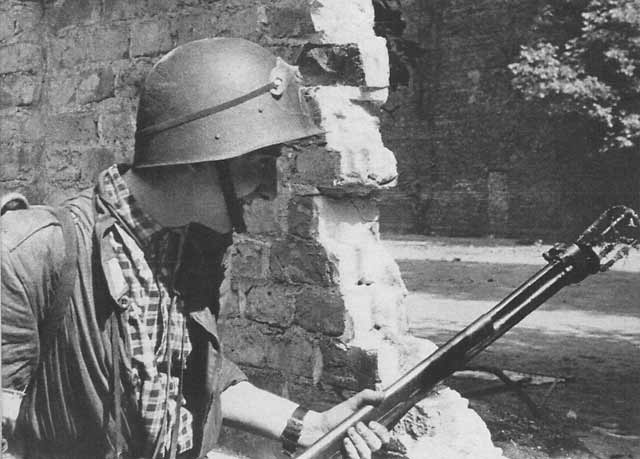
Powstaniec w hełmie wz. 31 z grupy szturmowej batalionu „Ruczaj” uzbrojony w miotacz ognia typu K przed akcją na małą „PAST-ę”

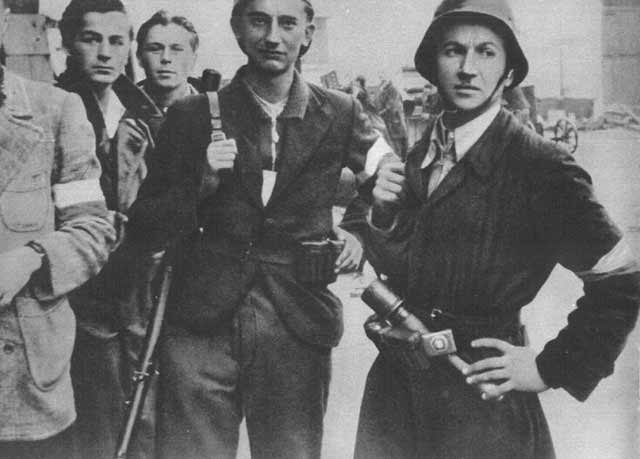
Żołnierze batalionu po zdobyciu „PAST-y”

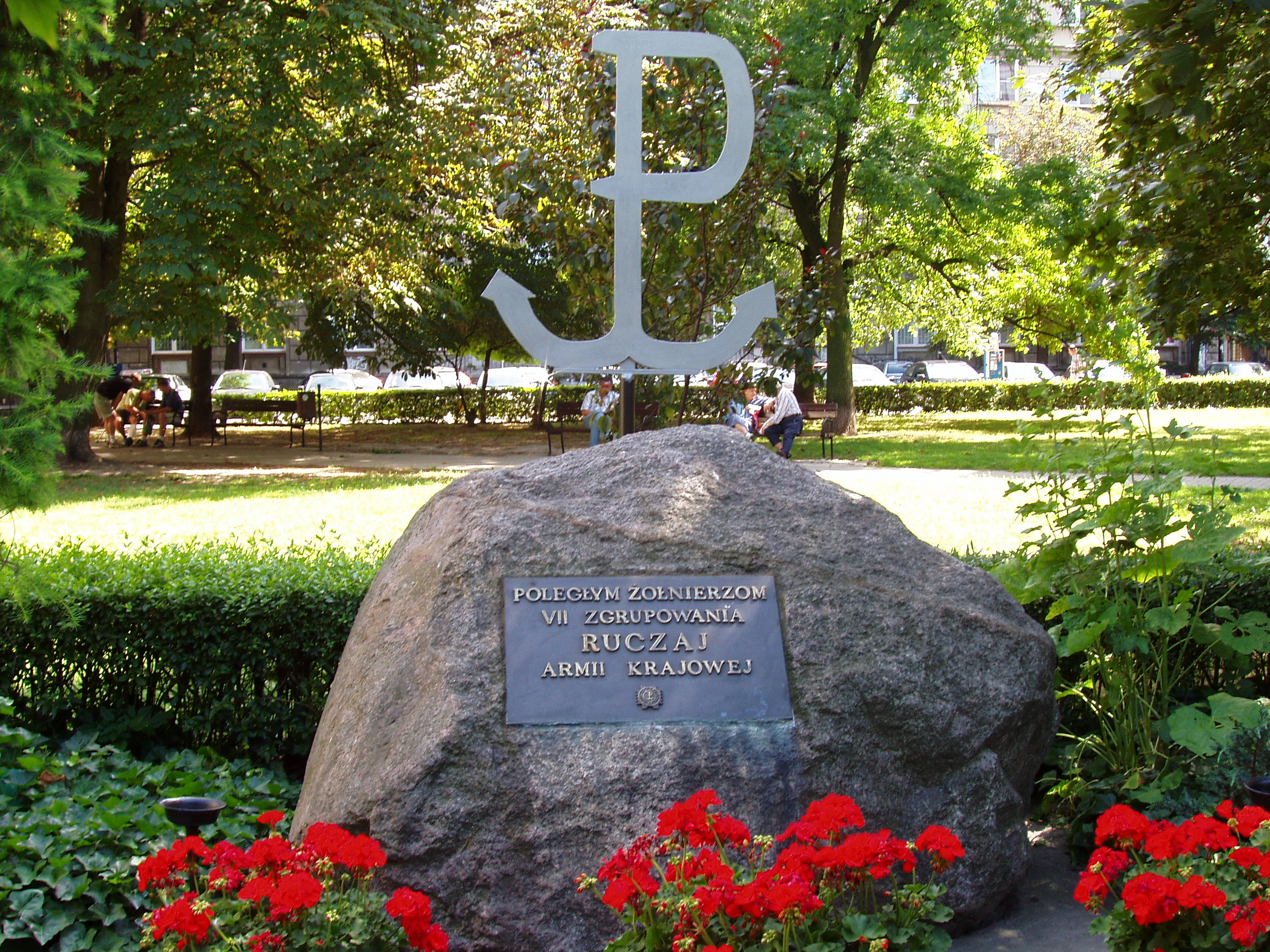
Głaz z tablicą pamiątkową na skwerze przy ul. Mokotowskiej

Batalion „Ruczaj” – batalion Armii Krajowej utworzony w czasie powstania warszawskiego. Powstał na bazie VII Zgrupowania 2 Rejonu Obwodu I Śródmieście. Walczył w składzie „Podobwodu Śródmieście Południe” dowodzonego przez ppłk. „Sławbora” (Jana Szczurka-Cergowskiego).
Rejon walk batalionu „Ruczaj” to: Mokotowska – Piusa XI (dziś Piękna) – Chopina – Koszykowa – Marszałkowska. Jego oddziały zdobyły 23 sierpnia nad ranem budynek centrali telefonicznej – tzw. małą PAST-ę przy ul. Piusa XI 19.
Liczył ponad 1500 żołnierzy, w walkach stracił 250. W jego szeregach walczyli m.in. Samuel Willenberg, Stefan Nowaczek i Jerzy Parzyński.

## Struktura VII Zgrupowania 1 sierpnia 1944
- Dowódca – rtm. Czesław Grudziński „Ruczaj”;
- Zastępca – por. Stanisław Ornoch „Babicz”;
- Adiutant – por. kaw. Jerzy Henryk Ostrzycki „Łańcuch”;
- Lekarz – kpr. pchor. lek. med. Jan Karol Kostrzewski „Kozioł”.

- 1 Kompania – dowódca ppor. Karol Gomułko „Long”;
  - Pluton 137 – dowódca ppor. rez. piech. Wincenty Olszewski „Pomruk”;
  - Pluton 138 – dowódca kpr. pchor. Zbigniew Domański „Grom”;
  - Pluton 139 – dowódca kpr. pchor. Władysław Majdaks „Błyskawica”.

- 2 Kompania – kpt. rez. lek. lek. med. Tadeusz Bartoszek „Cegielski”[2];
  - Pluton 125 – ppor. Sławomir Malczewski „Sławek”;
  - Pluton 126 – ppor. Konstanty Jabłoński „Jasieńczyk”;
  - Pluton 127 – plut. pchor. „Siwy” NN.

- 3 Kompania – dowódca ppor. rez. Adam Jaworski „Jastrząb”, zastępca – plut. pchor. Stanisław Brażewicz-Dosiółko „Szczyt”;
  - Pluton 135 – plut. pchor. Tadeusz Rackiewicz „Bicz”;
  - Pluton 136 – ppor. rez. piech. Mieczysław Ćwikowski „Zbigniew”;
  - Pluton  – por. Aleksy Makowelski „Kruka”;
  - Pluton – ppor. rez. piech. Władysław Jarczewski „Nałęcz”.

- 4 Kompania – dowódca ppor. NN „Rybak”; (kompania nie stawiła się 1 sierpnia);
  - Pluton 181 – NN
  - Pluton 182 – NN
  - Pluton 183 – NN

Taktycznie zgrupowaniu podporządkowano:
- I Dywizjon „Jeleń” 7 pułku ułanów lubelskich AK – dowódca rtm. Lech Głuchowski „Jeżycki”.

## Upamiętnienie
- Przy ulicy Mokotowskiej, pomiędzy ulicami Chopina i Piękną, znajduje się skwer Batalionu AK „Ruczaj” z kamieniem pamiątkowym. Nazwa skweru została nadana w styczniu 1993[3].